# Břeclav - kaple u nádraží
Břeclav - kaple u nádraží este o arie protejată (arie specială de conservare — SAC, sit de importanță comunitară — SCI) din Republica Cehă întinsă pe o suprafață de 0,04 ha, integral pe uscat.

## Localizare
Centrul sitului Břeclav - kaple u nádraží este situat la coordonatele 48°45′15″N 16°53′31″E / 48.754167°N 16.891944°E.

## Înființare
Situl Břeclav - kaple u nádraží a fost declarat sit de importanță comunitară în aprilie 2005 pentru a proteja 1 specie de animale. Situl a fost protejat și ca arie specială de conservare în aprilie 2014.

## Biodiversitate
Situată în ecoregiunea panonică, aria protejată nu include niciun habitat protejat.
La baza desemnării sitului se află o specie protejată de  mamifere: liliac comun (Myotis myotis).